# Cronologia da pandemia de COVID-19 em abril de 2021
Este artigo documenta a cronologia e epidemiologia do vírus SARS-CoV-2 em abril de 2021, o vírus que causa a COVID-19 e é responsável pela pandemia de COVID-19. Os primeiros casos humanos da COVID-19 foram identificados em Wuhan, China, em dezembro de 2019.

## Cronologia

### 1 de abril
- O Chile ultrapassa 1 milhão de casos de COVID-19.[1]
- A Malásia registrou 1.178 novos casos, elevando o número total para 346.678. 1.377 se recuperaram, elevando o número total de recuperações para 331.001. Há seis mortes, elevando o número de mortos para 1.278. Existem 14.399 casos ativos, sendo 163 em terapia intensiva e 81 em suporte ventilatório.[2]
- A Nova Zelândia registrou cinco novos casos, elevando o número total para 2.501 (2.145 confirmados e 356 prováveis). Nove pessoas se recuperaram, elevando o número total de recuperações para 2.408. O número de mortos permanece em 26. Há 67 casos ativos, sendo que um caso notificado anteriormente foi reclassificado como sob investigação.[3]
- Singapura registrou 26 novos casos importados, elevando o total para 60.407. Existem 12 recuperações, elevando o número total de recuperações para 60.161. O número de mortos permanece em 30.[4]
- A Ucrânia registrou 17.569 novos casos diários e um recorde de 421 novas mortes diárias, elevando o número total para 1.691.737 e 33.246, respectivamente; um total de 1.323.083 pacientes se recuperaram.[5]

### 2 de abril
- A Malásia registrou 1.294 novos casos, elevando o número total para 347.972. Há 1.442 recuperações, elevando o número total de recuperações para 332.443. Há cinco mortes, elevando o número de mortos para 1.283. Existem 14.246 casos ativos, sendo 168 em terapia intensiva e 78 em suporte ventilatório.[6]
- Singapura registrou 43 novos casos importados, elevando o total para 60.450. 15 pessoas se recuperaram, elevando o número total de recuperações para 60.176. O número de mortos permanece em 30.[7]
- A Ucrânia registrou um recorde de 19.893 novos casos diários e um recorde de 433 novas mortes diárias, elevando o número total para 1.711.630 e 33.679, respectivamente; um total de 1.333.370 pacientes se recuperaram.[8]

### 3 de abril
- Canadá ultrapassa 1 milhão de casos de COVID-19.[9]
- A Malásia registrou 1.638 novos casos, elevando o número total para 349.610. Existem 1.449 recuperações, elevando o número total de recuperações para 333.892. Há três mortes, elevando o número de mortos para 1.286. Existem 14.432 casos ativos, sendo 167 em terapia intensiva e 81 em suporte ventilatório.[10]
- A Rússia registrou 384 novos casos relativos de fatalidade humana, ultrapassando 100.000 casos relativos de morte, desde o primeiro da pandemia, elevando o total de casos relativos de fatalidade humana para 100.017.
- Singapura registrou 18 novos casos, incluindo um na comunidade e 17 importados, elevando o total para 60.468. Nove receberam alta, elevando o número total de recuperações para 60.185. O número de mortos permanece em 30.[11]
- A Ucrânia registrou um recorde de 20.341 novos casos diários e 396 novas mortes diárias, elevando o número total para 1.731.971 e 34.075, respectivamente; um total de 1.342.536 pacientes se recuperaram.[12]
- Alberto Fernández, presidente da Argentina, testou positivo para a COVID-19.

### 4 de abril
- A Malásia registrou 1.349 novos casos, elevando o número total para 350.959. Existem 1.270 recuperações, elevando o número total de recuperações para 335.162. Há duas mortes, elevando o número de mortos para 1.288. Existem 14.509 casos ativos, sendo 186 em terapia intensiva e 94 em suporte ventilatório.[13]
- A Nova Zelândia registrou seis novos casos, elevando o número total para 2.507 (2.151 confirmados e 356 prováveis). 12 pessoas se recuperaram, elevando o número total de recuperações para 2.420. O número de mortos permanece em 26. Há 61 casos ativos em isolamento gerenciado.[14]
- Singapura registrou 10 novos casos importados, elevando o total para 60.478. Existem 17 recuperações, elevando o número total de recuperações para 60.202. O número de mortos permanece em 30.[15]
- A Ucrânia registrou 13.738 novos casos diários e 258 novas mortes diárias, elevando o número total para 1.745.709 e 34.333, respectivamente; um total de 1.347.193 pacientes se recuperaram.[16]

### 5 de abril
- Brasil ultrapassa 13 milhões de casos de COVID-19.[17]
- A Malásia registrou 1.070 casos, elevando o número total para 352.029. Há 1.294 novas recuperações, elevando o número total de recuperações para 336.456. Há sete mortes, elevando o número de mortos para 1.295. Existem 14.278 casos ativos, sendo 180 em terapia intensiva e 89 em suporte ventilatório.[18]
- Singapura registrou 17 novos casos importados, elevando o total para 60.495. 12 pessoas se recuperaram, elevando o número total de recuperações para 60.214. O número de mortos permanece em 30.[19]
- A Ucrânia registrou 10.179 novos casos diários e 254 novas mortes diárias, elevando o número total para 1.755.888 e 34.587, respectivamente; um total de 1.352.139 pacientes se recuperaram.[20]
- O Japão confirma uma nova variante do COVID-19 chamada EEK.[21]

### 6 de abril
- Relatório semanal da Organização Mundial da Saúde.[22]
- A Indonésia relatou o primeiro caso da variante do coronavírus EEK.[23]
- A Malásia registrou 1.300 novos casos, elevando o número total para 353.329. Há 1.412 novas recuperações, elevando o número total de recuperações para 337.868. Há cinco mortes, elevando o número de mortos para 1.300. Existem 14.161 casos ativos, sendo 189 em terapia intensiva e 88 em suporte ventilatório.[24]
- A Nova Zelândia registrou 17 novos casos, elevando o número total para 2.524 (2.168 confirmados e 356 prováveis). Quatro pessoas se recuperaram, elevando o número total de recuperações para 2.424. O número de mortos permanece em 26. São 74 casos ativos em isolamento gerenciado.[25]
- Singapura registrou 24 novos casos importados, elevando o total para 60.519. 25 receberam alta, elevando o número total de recuperações para 60.239. O número de mortos permanece em 30.[26]
- A Ucrânia registrou 13.276 novos casos diários e 430 novas mortes diárias, elevando o número total para 1.769.164 e 35.017, respectivamente; um total de 1.362.379 pacientes se recuperaram.[27]
- De acordo com a Universidade Johns Hopkins, o número global de mortes por coronavírus está se aproximando de 3 milhões.[28]
- Federico Bernardeschi, futebolista profissional italiano da Juventus FC, testou positivo para a COVID-19.

### 7 de abril
- A Malásia registrou 1.139 novos casos, elevando o número total para 354.468. 1.199 se recuperaram, elevando o número total de recuperações para 339.067. Quatro mortes foram relatadas, elevando o número de mortos para 1.304. Existem 14.097 casos ativos, sendo 194 em terapia intensiva e 86 em suporte ventilatório.[29]
- A Nova Zelândia registrou sete novos casos, elevando o número total para 2.531 (2.175 confirmados e 356 prováveis). O número de recuperações permanece 2.424, enquanto o número de mortos permanece 26. São 81 casos em isolamento gerenciado.[30]
- Singapura registrou 35 novos casos, incluindo um na comunidade e 34 importados, elevando o total para 60.554.[31] Existem 21 recuperações, elevando o número total de recuperações para 60.260. O número de mortos permanece em 30.[32]
- A Ucrânia registrou 15.415 novos casos diários e um recorde de 481 novas mortes diárias, elevando o número total para 1.784.579 e 35.498, respectivamente; um total de 1.373.851 pacientes se recuperaram.[33]
- Saksayam Chidchob, Ministro dos Transportes da Tailândia, testou positivo para a COVID-19.

### 8 de abril
- A Malásia registrou 1.285 novos casos, elevando o número total para 355.753. Existem 1.175 recuperações, elevando o número total de recuperações para 340.242. Há quatro mortes, elevando o número de mortos para 1.308. Existem 14.203 casos ativos, sendo 186 em terapia intensiva e 81 em suporte ventilatório.[34]
- A Nova Zelândia relatou 24 novos casos, elevando o número total para 2.555 (2.199 confirmados e 356 prováveis). 10 recuperações foram relatadas, elevando o número total de recuperações para 2.434. O número de mortos permanece em 26. São 95 casos em isolamento gerenciado.[35]
- Singapura registrou 21 novos casos importados, elevando o total para 60.575. 24 pessoas se recuperaram, elevando o número total de recuperações para 60.284. O número de mortos permanece em 30.[36]
- A Ucrânia registrou 19.419 novos casos diários e 464 novas mortes diárias, elevando o número total para 1.803.998 e 35.962, respectivamente; um total de 1.383.883 pacientes se recuperaram.[37]
- Os Estados Unidos da América registram 31,1 milhões de casos de Covid-19.[38]

### 9 de abril
- França ultrapassa 5 milhões de casos de COVID-19.[39]
- Índia ultrapassa 13 milhões de casos de COVID-19.[40]
- Irã ultrapassa 2 milhões de casos de COVID-19.[41]
- A Malásia registrou 1.854 novos casos, elevando o número total para 357.607. Há 1.247 novas recuperações, elevando o número total de recuperações para 341.489. Há cinco mortes, elevando o número de mortos para 1.313. Existem 14.805 casos ativos, sendo 169 em terapia intensiva e 79 em suporte ventilatório.[42]
- A Nova Zelândia registrou seis novos casos, elevando o número total para 2.561 (2.205 confirmados e 356 prováveis). Seis se recuperaram, elevando o número total de recuperações para 2.440. O número de mortos permanece em 26. São 95 casos em isolamento gerenciado.[43]
- Singapura registrou 26 novos casos importados, elevando o total para 60.601. 20 receberam alta, elevando o número total de recuperações para 60.304. O número de mortos permanece em 30.[44]
- A Ucrânia registrou 19.676 novos casos diários e 419 novas mortes diárias, elevando o número total para 1.823.674 e 36.381, respectivamente; um total de 1.395.104 pacientes se recuperaram.[45]

### 10 de abril
- A Malásia registrou 1.510 novos casos, elevando o número total para 359.117. Existem 1.248 recuperações, elevando o número total de recuperações para 342.737. Há oito mortes, elevando o número de mortos para 1.321. Existem 15.059 casos ativos, sendo 194 em terapia intensiva e 81 em suporte ventilatório.[46]
- A Nova Zelândia registrou 10 novos casos, elevando o número total para 2.571 (2.215 confirmados e 356 prováveis). O número de recuperações permanece 2.440, enquanto o número de mortos permanece 26. São 105 casos ativos em isolamento gerenciado.[47]
- Singapura registrou 32 novos casos, incluindo um na comunidade e 31 importados, elevando o total para 60.633.[48] Existem 18 recuperações, elevando o número total de recuperações para 60.322. O número de mortos permanece em 30.[49]
- A Ucrânia registrou 17.463 novos casos diários e 398 novas mortes diárias, elevando o número total para 1.841.137 e 36.779, respectivamente; um total de 1.405.826 pacientes se recuperaram.[50]
- Romênia ultrapassa 1 milhão de casos de COVID-19.[51]

### 11 de abril
- A Malásia registrou 1.739 novos casos, elevando o número total para 360.856. Existem 1.216 recuperações, elevando o número total de recuperações para 343.953. Há oito mortes, elevando o número de mortos para 1.329. Existem 15.574 casos ativos, sendo 183 em terapia intensiva e 81 em suporte ventilatório.[52]
- A Nova Zelândia registrou três novos casos, elevando o número total para 2.574 (2.218 confirmados e 356 prováveis). O número de recuperações permanece 2.440, enquanto o número de mortos permanece 26. Há 108 casos ativos em isolamento gerenciado.[53]
- Singapura registrou 20 novos casos, incluindo um residente em um dormitório e 19 importados, elevando o total para 60.653.[54] 13 pessoas se recuperaram, elevando o número total de recuperações para 60.335. O número de mortos permanece em 30.[55]
- A Ucrânia registrou 12.112 novos casos diários e 235 novas mortes diárias, elevando o número total para 1.853.249 e 37.014, respectivamente; um total de 1.410.860 pacientes se recuperaram.[56]

### 12 de abril
- Alemanha ultrapassa 3 milhões de casos de Covid-19.[57]
- A Malásia registrou 1.317 novos casos, elevando o número total para 362.173. Há 1.052 novas recuperações, elevando o número total de recuperações para 345.005. Há quatro mortes, elevando o número de mortos para 1.333. Existem 15.835 casos ativos, sendo 188 em terapia intensiva e 84 em suporte ventilatório.[58]
- A Nova Zelândia registrou nove novos casos, elevando o número total para 2.583 (2.227 confirmados e 356 prováveis). Existem 17 recuperações, elevando o número total de recuperações para 2.457. O número de mortos permanece em 26. São 100 casos ativos em isolamento gerenciado.[59]
- Singapura registrou 25 novos casos importados, elevando o total para 60.678. 22 receberam alta, elevando o número total de recuperações para 60.357. O número de mortos permanece em 30.[60]
- A Ucrânia registrou 7.856 novos casos diários e 287 novas mortes diárias, elevando o número total para 1.861.105 e 37.301, respectivamente; um total de 1.416.215 pacientes se recuperaram.[61]

### 13 de abril
Relatório semanal da Organização Mundial da Saúde:
- A Malásia registrou 1.767 novos casos, elevando o número total para 363.940. Há 1.290 novas recuperações, elevando o número total de recuperações para 346.295. Há 12 mortes, elevando o número de mortos para 1.345. São 16.300 novos casos, sendo 199 em terapia intensiva e 82 em suporte ventilatório.[63]
- A Nova Zelândia registrou quatro novos casos, elevando o número total para 2.587 (2.231 confirmados e 356 prováveis). Há duas recuperações, elevando o número total de recuperações para 2.459. O número de mortos permanece em 26. São 102 casos ativos em isolamento gerenciado.[64]
- Singapura registrou 14 novos casos importados, elevando o total para 60.692. Existem 17 recuperações, elevando o número total de recuperações para 60.374. O número de mortos permanece em 30.[65]
- A Ucrânia registrou 11.680 novos casos diários e 457 novas mortes diárias, elevando o número total para 1.872.785 e 37.758, respectivamente; um total de 1.430.234 pacientes se recuperaram.[66]
- O capitão do Real Madrid e da Espanha, Sergio Ramos, testou positivo para a COVID-19.[67]
- O cantor de música country americano Luke Bryan testou positivo para a COVID-19.[68]

### 14 de abril
- A Malásia registrou 1.889 novos casos, elevando o número total para 365.829. Existem 1.485 recuperações, elevando o número total de recuperações para 347.780. Há oito casos, elevando o número de mortos para 1.353. Existem 16.696 casos ativos, sendo 204 em terapia intensiva e 79 em suporte ventilatório.[69]
- A Nova Zelândia registrou dois novos casos, elevando o número total para 2.589 (2.233 confirmados e 356 prováveis). Há três novas recuperações, elevando o número total de recuperações para 2.462. O número de mortos permanece em 26. São 101 casos ativos em isolamento gerenciado.[70]
- Singapura registrou 27 novos casos, incluindo um na comunidade e 26 importados, elevando o total para 60.719.[71] 18 pessoas se recuperaram, elevando o número total de recuperações para 60.392. O número de mortos permanece em 30.[72]
- A Turquia relata 62.797 novos casos, elevando o número total de casos para mais de 4 milhões. Há 279 mortes, elevando o número de mortos para 34.737.[73]
- A Ucrânia registrou 14.553 novos casos diários e 467 novas mortes diárias, elevando o número total para 1.887.338 e 38.225, respectivamente; um total de 1.442.618 pacientes se recuperaram.[74]

### 15 de abril
- A Índia registrou 200.739 casos, elevando o número total de casos para 14.074.564.[75]
- A Malásia registrou 2.148 novos casos, elevando o número total para 367.977. Existem 1.259 recuperações, elevando o número total de recuperações para 349.039. Há 10 mortes, elevando o número de mortos para 1.363. São 17.575 casos, sendo 212 em terapia intensiva e 82 em suporte ventilatório.[76]
- A Nova Zelândia registrou dois novos casos, elevando o número total para 2.591 (2.235 confirmados e 356 prováveis). Há duas novas recuperações, elevando o número total de recuperações para 2.464. São 101 casos ativos em isolamento gerenciado.[77]
- Singapura registrou 16 novos casos importados, elevando o total para 60.735. 25 receberam alta, elevando o número total de recuperações para 60.417. O número de mortos permanece em 30.[78]
- A Ucrânia registrou 16.427 novos casos diários e 433 novas mortes diárias, elevando o número total para 1.903.765 e 38.658, respectivamente; um total de 1.453.766 pacientes se recuperaram.[79]

### 16 de abril
- A Malásia registrou 2.551 novos casos, elevando o número total de casos para 370.528. São 1.524 novas recuperações, elevando o número total de recuperações para 350.563. Há duas mortes, elevando o número de mortos para 1.365. São 18.600 casos, sendo 227 em terapia intensiva e 91 em suporte ventilatório.[80]
- A Nova Zelândia relatou um novo caso e dois casos relatados anteriormente foram reclassificados; elevando o número total para 2.590 (2.234 confirmados e 356 prováveis). O número de recuperações permanece 2.464, enquanto o número de mortos permanece 26. São 100 casos ativos em isolamento gerenciado.[81]
- Singapura registrou 34 novos casos, incluindo dois na comunidade e 34 importados, elevando o total para 60.769.[82] Há 29 recuperações, elevando o número total de recuperações para 60.446. O número de mortos permanece em 30.[83]
- A Ucrânia registrou 17.479 novos casos diários e 438 novas mortes diárias, elevando o número total para 1.921.244 e 39.096, respectivamente; um total de 1.465.820 pacientes se recuperaram.[84]
- O número global de mortes por COVID-19 já ultrapassou 3 milhões, de acordo com a Universidade Johns Hopkins .[85]
- O Reino Unido informou que as autoridades de saúde identificaram 77 casos da nova variante do COVID-19 identificada pela primeira vez em Maharashtra, na Índia.[86]

### 17 de abril
- Fiji registrou quatro novos casos em isolamento gerenciado.[87]
- A Malásia registrou 2.331 novos casos, elevando o número total para 372.859. Existem 1.832 recuperações, elevando o número total de recuperações para 352.395. Há cinco mortes, elevando o número de mortos para 1.370. Existem 19.094 casos ativos, sendo 225 em terapia intensiva e 92 em suporte ventilatório.[88]
- Singapura registrou 39 novos casos, incluindo quatro na comunidade e 35 importados, elevando o total para 60.808.[89] 17 pessoas se recuperaram, elevando o número total de recuperações para 60.463. O número de mortos permanece em 30.[90]
- A Ucrânia registrou 14.984 novos casos diários e 440 novas mortes diárias, elevando o número total para 1.936.228 e 39.536, respectivamente; um total de 1.475.556 pacientes se recuperaram.[91]

### 18 de abril
- A Malásia registrou 2.195 novos casos, elevando o número total para 375.054. Existem 1.427 recuperações, elevando o número total de recuperações para 352.822. Há oito mortes, elevando o número de mortos para 1.378. Existem 19.854 casos ativos, sendo 219 em terapia intensiva e 90 em suporte ventilatório.[92]
- A Nova Zelândia registrou cinco novos casos, elevando o número total para 2.595 (2.239 confirmados e 356 prováveis). Há três recuperações, elevando o número total de recuperações para 2.467. O número de mortos permanece em 26. São 102 casos ativos em isolamento gerenciado.[93]
- Singapura registrou 23 novos casos, incluindo um na comunidade e 22 importados, elevando o total para 60.831.[94] 22 receberam alta, elevando o número total de recuperações para 60.485. O número de mortos permanece em 30.[95]
- A Ucrânia registrou 10.282 novos casos diários e 250 novas mortes diárias, elevando o número total para 1.946.510 e 39.786, respectivamente; um total de 1.482.079 pacientes se recuperaram.[96]
- Índia ultrapassa 15 milhões de casos de COVID-19

### 19 de abril
- Fiji relata sua primeira transmissão comunitária em 12 meses: uma mulher de 53 anos que é um contato próximo de um trabalhador de isolamento gerenciado.[97][98]
- A Malásia registrou 2.078 novos casos, elevando o número total para 377.132. Existem 1.402 recuperações, elevando o número total de recuperações para 355.224. Há oito mortes, elevando o número de mortos para 1.386. Existem 20.522 casos ativos, sendo 228 em terapia intensiva e 93 em suporte ventilatório.[99]
- A Nova Zelândia relatou dois novos casos, enquanto um caso relatado anteriormente foi classificado como sob investigação; elevando o número total para 2.596 (2.240 confirmados e 356 prováveis). Houve uma recuperação, elevando o número total de recuperações para 2.468. O número de mortos permanece em 26. São 102 casos ativos em isolamento gerenciado.[100]
- Singapura registrou 20 novos casos, incluindo um na comunidade e 19 importados, elevando o total para 60.851.[101] Existem 18 recuperações, elevando o número total de recuperações para 60.503. O número de mortos permanece em 30.[102]
- A Ucrânia registrou 6.506 novos casos diários e 214 novas mortes diárias, elevando o número total para 1.953.016 e 40.000, respectivamente; um total de 1.487.677 pacientes se recuperaram.[103]

### 20 de abril
Relatório semanal da Organização Mundial da Saúde:
- A Região Autônoma de Bougainville confirmou sua primeira morte relacionada ao COVID-19. Houve um total de 284 casos na região autónoma, com 254 casos recuperados desde então.[105]
- Brasil ultrapassa 14 milhões de casos.[106]
- Fiji confirmou seu segundo caso comunitário, filha do primeiro caso comunitário.[107] Três novos casos foram relatados em isolamento gerenciado; dois dos quais eram soldados em uma instalação de isolamento gerenciada.[108]
- A Malásia registrou 2.341 novos casos, elevando o número total para 379.473. Existem 1.592 recuperações, elevando o número total de recuperações para 356.816. Há três mortes, elevando o número de mortos para 1.389. Existem 21.268 casos ativos, sendo 249 em terapia intensiva e 95 em suporte ventilatório.[109]
- A Nova Zelândia registrou um novo caso, elevando o número total para 2.597 (2.241 confirmados e 356 prováveis). 17 se recuperaram, elevando o número total de recuperações para 2.485. O número de mortos permanece em 26. Há 86 casos ativos em isolamento gerenciado.[110]
- Singapura registrou 14 novos casos, incluindo um residente em um dormitório e 13 importados, elevando o total para 60.865.[111] 37 pessoas se recuperaram, elevando o número total de recuperações para 60.540. O número de mortos permanece em 30.[112]
- A Ucrânia registrou 8.940 novos casos diários e 367 novas mortes diárias, elevando o número total para 1.961.956 e 40.367, respectivamente; um total de 1.499.752 pacientes se recuperaram.[113]

### 21 de abril
- Fiji confirmou seu terceiro caso comunitário, uma mulher de 40 anos do assentamento Wainitarawau de Suva.[114]
- Iraque ultrapassa 1 milhão de casos de COVID-19.[115]
- A Malásia registrou 2.340 novos casos, elevando o número total para 381.813. Existem 1.190 recuperações, elevando o número total de recuperações para 358.726. Há 11 mortes, elevando o número de mortos para 1.400. Existem 21.687 casos ativos, sendo 248 em terapia intensiva e 101 em suporte ventilatório.[116]
- A Nova Zelândia registrou dois novos casos, elevando o número total para 2.599 (2.243 confirmados e 356 prováveis). Cinco se recuperaram, elevando o número total de recuperações para 2.490. O número de mortos permanece em 26. São 83 casos ativos em isolamento gerenciado.[117]
- Singapura registrou 15 novos casos, incluindo um na comunidade e 14 importados, elevando o total para 60.880.[118] 36 receberam alta, elevando o número total de recuperações para 60.576. O número de mortos permanece em 30.[119]
- A Ucrânia registrou 12.162 novos casos diários e 429 novas mortes diárias, elevando o número total para 1.974.118 e 40.796, respectivamente; um total de 1.514.472 pacientes se recuperaram.[120]

### 22 de abril
- Fiji registrou oito novos casos (dois na comunidade e seis em isolamento gerenciado).[121]
- A Índia registrou um recorde de 314.835 novos casos, elevando o número total para mais de 16 milhões. Além disso, 2.104 mortes foram relatadas, elevando o número de mortos para mais de 185.000.[122]
- A Malásia registrou 2.875 novos casos, elevando o número total para 384.688. Existem 2.541 recuperações, elevando o número total de recuperações para 361.267. Há sete mortes, elevando o número de mortos para 1.407. Existem 22.014 casos ativos, sendo 248 em terapia intensiva e 115 em suporte ventilatório.[123]
- A Nova Zelândia relatou três novos casos; elevando o número total para 2.600 (2.244 confirmados e 356 prováveis). Há quatro recuperações, elevando o número total de recuperações para 2.494. O número de mortos permanece em 26. Existem 80 casos em isolamento gerenciado desde que dois casos relatados anteriormente foram reclassificados.[124]
- Singapura registrou 24 novos casos, incluindo um na comunidade e um residente em um dormitório, elevando o total para 60.904. Além disso, 17 trabalhadores do Westlite Woodlands Dormitory foram infectados com COVID-19.[125] Existem 27 recuperações, elevando o número total de recuperações para 60.603. O número de mortos permanece em 30.[126]
- A Ucrânia registrou 16.235 novos casos diários e 470 novas mortes diárias, elevando o número total para 1.990.353 e 41.266, respectivamente; um total de 1.533.303 pacientes se recuperaram.[127]

### 23 de abril
- A Malásia registrou 2.847 novos casos, elevando o número total para 387.535. São 2.341 novas recuperações, elevando o número total de recuperações para 363.608. Há oito mortes, elevando o número de mortos para 1.415. Existem 22.512 casos ativos, sendo 260 em terapia intensiva e 125 em suporte ventilatório.[128]
- A Nova Zelândia não registrou novos casos, com o total restante de 2.600 (2.244 confirmados e 356 prováveis). 48 pessoas se recuperaram, elevando o número total de recuperações para 2.542. O número de mortos permanece em 26. Há 32 casos ativos em isolamento gerenciado.[129]
- Singapura registrou 39 novos casos, incluindo dois na comunidade e um residente em um dormitório, elevando o total para 60.943.[130] 10 pessoas se recuperaram, elevando o número total de recuperações para 60.613. O número de mortos permanece em 30.[131]
- A Ucrânia registrou 14.277 novos casos diários e ultrapassou 2 milhões de casos totais em 2.004.630. Além disso, 434 novas mortes diárias foram relatadas, elevando o número total para 41.700, e um total de 1.552.267 pacientes se recuperaram.[132]

### 24 de abril
- Fiji confirmou um novo caso comunitário, uma filha de 14 anos do funcionário do hotel.[133]
- A Malásia registrou 2.717 novos casos, elevando o número total para 390.252. Há 2.292 novas recuperações, elevando o número total de recuperações para 365.900. Há 11 mortes, elevando o número de mortos para 1.426. Existem 22.926 casos ativos, sendo 272 em terapia intensiva e 124 em suporte ventilatório.[134]
- A Nova Zelândia registrou dois novos casos, elevando o número total para 2.601 (2.245 confirmados e 356 prováveis). O número de recuperações permanece 2.542, enquanto o número de mortos permanece 26. Existem 33 casos ativos com um caso relatado anteriormente sendo classificado como sob investigação.[135]
- Singapura registrou 23 novos casos, incluindo cinco na comunidade e 18 importados, elevando o total para 60.966.[136] 16 receberam alta, elevando o número total de recuperações para 60.629. O número de mortos permanece em 30.[137]
- A Ucrânia registrou 12.711 novos casos diários e 392 novas mortes diárias, elevando o número total para 2.017.341 e 42.092, respectivamente; um total de 1.565.954 pacientes se recuperaram.[138]
- Os Estados Unidos da América ultrapassam 32 milhões de casos.[139]

### 25 de abril
- Fiji relatou quatro casos de transmissão local, incluindo um na capital Suva, que não tem relação com os outros casos.[140]
- A Malásia registrou 2.690 casos, elevando o número total para 392.942. Existem 1.853 recuperações, elevando o número total de recuperações para 367.753. Há 10 mortes, elevando o número de mortos para 1.436. Existem 23.753 casos ativos, sendo 283 em terapia intensiva e 121 em suporte ventilatório.[141]
- A Nova Zelândia não registrou novos casos, recuperações ou mortes. O número total de casos permanece 2.601 (2.245 confirmados e 356 prováveis). O número de recuperações permanece 2.542, enquanto o número de mortos permanece 26. São 33 casos ativos em isolamento gerenciado.[142]
- Singapura registrou 40 novos casos importados, elevando o total para 61.006. Existem 33 recuperações, elevando o número total de recuperações para 60.662. O número de mortos permanece em 30.[143]
- A Suíça relatou o primeiro caso da variante do coronavírus identificado pela primeira vez na Índia.[144]
- A Ucrânia registrou 7.930 novos casos diários e 231 novas mortes diárias, elevando o número total para 2.025.271 e 42.323, respectivamente; um total de 1.572.528 pacientes se recuperaram.[145]

### 26 de abril
- Fiji relatou 12 transmissões comunitárias.[146]
- Índia ultrapassa 17 milhões de casos.[147]
- As Filipinas ultrapassam 1 milhão de casos.[148]
- A Malásia registrou 2.776 novos casos, elevando o número total para 395.718. 1.803 se recuperaram, elevando o número total de recuperações para 369.556. Há 13 mortes, elevando o número de mortos para 1.449. São 24.713 casos ativos, sendo 300 em terapia intensiva e 133 em suporte ventilatório.[149]
- Singapura registrou 45 novos casos, incluindo um na comunidade e um residente em um dormitório, elevando o total para 61.051.[150] 20 pessoas se recuperaram, elevando o número total de recuperações para 60.682. O número de mortos permanece em 30.[151]
- A Ucrânia registrou 5.062 novos casos diários e 195 novas mortes diárias, elevando o número total para 2.030.333 e 42.518, respectivamente; um total de 1.579.438 pacientes se recuperaram.[152]
- O ex-presidente peruano, Martín Vizcarra, testou positivo para a COVID-19.[153]

### 27 de abril
Relatório semanal da Organização Mundial da Saúde:
- Fiji registrou seis novos casos (dois casos comunitários e quatro em isolamento gerenciado). São 42 casos ativos, 18 em isolamento gerenciado e 24 transmissões comunitárias. Fiji teve um total de 109 casos, 65 recuperações e duas mortes.[155]
- A Malásia registrou 2.733 novos casos, elevando o número total para 398.451. Existem 2.019 recuperações, elevando o número total de recuperações para 371.575. Há 13 mortes, elevando o número de mortos para 1.462. Existem 25.414 casos ativos, sendo 294 em terapia intensiva e 138 em suporte ventilatório.[156]
- A Nova Zelândia registrou 8 novos casos, elevando o número total para 2.609 (2.253 confirmados e 356 prováveis). Cinco se recuperaram, elevando o número total de recuperações para 2.547. O número de mortos permanece em 26. São 36 casos em isolamento gerenciado.[157]
- Singapura registrou 12 novos casos, incluindo um na comunidade e 11 importados, elevando o total para 61.063.[158] 22 receberam alta, elevando o número total de recuperações para 60.704. O número de mortos permanece em 30.[159]
- A Ucrânia registrou 7.915 novos casos diários e 432 novas mortes diárias, elevando o número total para 2.038.248 e 42.950, respectivamente; um total de 1.596.829 pacientes se recuperaram.[160]

### 28 de abril
- Fiji relatou dois casos na comunidade.[161]
- A Índia registra 3.293 mortes, elevando o número de mortos para 201.187. 360.960 novos casos foram relatados, elevando o número total de casos para quase 18 milhões.[162]
- A Malásia registrou 3.142 novos casos, elevando o número total para 401.593. Existem 1.822 recuperações, elevando o número total de recuperações para 373.397. Há 15 mortes, elevando o número de mortos para 1.477. Existem 26.719 casos ativos, sendo 306 em terapia intensiva e 151 em suporte ventilatório.[163]
- A Nova Zelândia registrou dois novos casos, elevando o número total para 2.610 (2.254 confirmados e 356 prováveis). Há 10 novas recuperações, elevando o número total de recuperações para 2.557. O número de mortos permanece em 26. Há 27 casos ativos em isolamento gerenciado.[164]
- Singapura registrou 23 novos casos, incluindo três na comunidade e 20 importados, elevando o total para 61.086.[165] Além disso, um possível cluster foi vinculado ao Hospital Tan Tock Seng depois que 5 casos, incluindo uma enfermeira e um médico, foram infectados com COVID-19. Existem 14 recuperações, elevando o número total de recuperações para 60.718. O número de mortos permanece em 30.[166]
- A Ucrânia registrou 9.590 novos casos diários e 441 novas mortes diárias, elevando o número total para 2.047.838 e 43.391, respectivamente; um total de 1.616.891 pacientes se recuperaram.[167]

### 29 de abril
- O Brasil atingiu 400.000 mortes por COVID-19.[168]
- Fiji confirmou cinco casos de COVID-19, quatro casos transmitidos localmente e um caso de quarentena na fronteira.[169]
- A Índia registrou um recorde de 379.257 novos casos, elevando o número total para mais de 18 milhões de casos de COVID-19. 3.645 novas mortes foram relatadas.[170]
- A Malásia registrou 3.332 novos casos, elevando o número total para 404.925. Há 1.943 novas recuperações, elevando o número total de recuperações para 375.340. 15 mortes foram relatadas, elevando o número de mortos para 1.492. Existem 28.093 casos ativos, sendo 309 em terapia intensiva e 147 em suporte ventilatório.[171]
- A Nova Zelândia registrou três novos casos, elevando o número total para 2.613 (2.257 confirmados e 356 prováveis). Há sete recuperações, elevando o número total de recuperações para 2.564. O número de mortos permanece em 26. Há 23 casos ativos em isolamento gerenciado.[172]
- Singapura registrou 35 novos casos, incluindo 16 na comunidade e 19 importados, elevando o total para 61.121. Dos casos da comunidade, oito deles estão ligados ao cluster do Hospital Tan Tock Seng.[173] 20 pessoas se recuperaram, elevando o número total de recuperações para 60.738. O número de mortos permanece em 30.[174]
- A Ucrânia registrou 11.627 novos casos diários e 387 novas mortes diárias, elevando o número total para 2.059.465 e 43.778, respectivamente; um total de 1.635.333 pacientes se recuperaram.[175]
- O número de infecções por coronavírus no mundo chegou a 150 milhões, enquanto o número de mortos é de 3,16 milhões.[176]

### 30 de abril
- Fiji relatou um novo caso.[177]
- A Malásia registrou 3.788 novos casos, elevando o número total de casos para 408.713. Existem 2.640 recuperações, elevando o número total de recuperações para 377.980. Há 14 mortes, elevando o número de mortos para 1.506. Existem 29.277 casos ativos, sendo 328 em terapia intensiva e 161 em suporte ventilatório.[178]
- A Nova Zelândia não registrou novos casos, recuperações e mortes. O número total de casos permanece 2.613 (2.257 confirmados e 356 prováveis). O número de recuperações permanece 2.564, enquanto o número de mortos permanece 26. Existem 23 casos ativos.[179]
- Singapura registrou 24 novos casos, incluindo nove na comunidade e 15 importados, elevando o total para 61.145. Dos casos da comunidade, quatro deles estão ligados ao cluster do Hospital Tan Tock Seng.[180] 13 receberam alta, elevando o número total de recuperações para 60.751. O número de mortos permanece em 30.[181]
- A Ucrânia registrou 10.072 novos casos diários e 307 novas mortes diárias, elevando o número total para 2.069.537 e 44.085, respectivamente; um total de 1.655.525 pacientes se recuperaram.[182]